# Santarém
Santarém je grad od 31.022 stanovnika
i istoimena općina u sredini Portugala, u Regiji Veliki Alentejo administrativni centar okruga Santarém. 

## Zemljopisne karakteristike
Santarém je udaljen 88 km od Lisabona, u pravcu sjeveroistoka, leži u aluvijalnoj ravnici rijeke Tajo, s njene desne strane. 
Okolica Santaréma je poljoprivredni kraj, tako da je većina privrednih aktivnosti u gradu vezana uz preradu i prodaju poljoprivrednih proizvoda.

## Povijest
Postoje brojne legende vezane za nastanak Santaréma, jedna od najpoznatijih je priča o vizigotskoj ranokršćanskoj svetici sv. Iriji (ili Ireni), koja je mučenički ubijena u Tomaru (tadašnjoj Nabantiji), čije je tijelo neoštećenu doplovilo do Santaréma. U njezinu čast je dotadašnje latinsko ime grada - Scalabis, promijenjeno u Sancta Irene, od kojeg je vremenom izvedeno današnje ime Santarém.
Osnivanje grada pripisuje se Rimljanima, koji su zauzeli to područje u 2. st. pr. Kr., i izgradili naselje Scalabis, koji je bio važno trgovačko središte na rijeci Tajo, i administrativni centar jedne od njihovih regija Conventus Escalabitanus tadašnje Lusitanije.
Nakon njih došli su Zapadni Goti, a nakon njih u 8. st. Mauri, za njihove vladavine Santarém je postao važan kulturni centar. Brojne prominentni maurski intelektualci rođeni su ili su živjeli u tadašnjem Santarému (ili Šantarinu kako su ga zvali Mauri), između ostalih; pjesnik i povjesničar Ibn Bassam (umro 1147.) i pjesnik Ibn Sara (1043. – 1123.).
Razdoblje maurske dominacije trajalo je do 15. ožujka 1147. kad je portugalski kralj Alfonso I. uspio osloboditi grad. Po kronici iz tog vremena - De expugnatione Scalabis, Afonso je raspolagao s malo vojnika, međutim njima je uspjelo da se pod okriljem noći popnu po zidinama grada, i neopaženi otvore vrata. Zauzimanje Santaréma, i nešto kasnije iste te godine - Lisabona je s vojne točke gledišta, bilo presudno za portugalsku rekonkvistu.
Nakon oslobođenja Santarém, je dobio na važnosti zbog svog položaja, tako da su u njemu održani brojni - Cortesi (zasjedanja feudalnih parlamenata). Kralj Fernando I., osobito je volio Santarém i izabrao je franjevački samostan za mjesto svog pokopa (njegov grob se danas nalazi u Muzeju Carmo u Lisabonu, kamo je premješten). Tad je Santarém bio jedan od najvažnijih gradova središnjeg Portugala, a to dokazuje velik broj samostana i kraljevskih rezidencija 
(porušenih u potresu) od kojih su ostali samo tragovi, na prostoru današnje katedrale. I pored razornog potresa, u gradu je ostalo dosta gotičkih građevina, zbog toga Santarém zovu prijestolnica portugalske gotike.
Za vrijeme velikih portugalskih pomorskih pothvata i ekspanzije u 15. st., mnoge od budućih ekspedicija poput osvajanja Ceute (1415.) planirane su u kraljevskoj rezidenciji u Santarému. Mnoge tadašnje značajne ličnosti sahranjene su po santarémskim crkvama; markiz Pedro de Meneses, prvi portugalski guvernerCeute (od 1415. – 1437.), pokopan je u veličanstvenoj gotičkoj grobnici u crkvi - Igreja da Graça. U istoj je crkvi pokopan i Pedro Alvares Cabral, moreplovac koji je otkrio Brazil 1500.
Nakon tog sretnog razdoblja, Santarém je tijekom sljedećih stoljeća počeo stagnirati, veliki potres iz 1755. koji je pogodio centralni Portugal, teško je razorio grad, i to je bio definitivni kraj napretka Santaréma. U drugoj polovici 19. st. Santarém je dobio brojna poboljšanja u infrastrukturi; vodovod, kanalizaciju, plin, rasvjetu i mostove preko rijeke Tajo. 

## Znamenitosti Santaréma
- Maurska utvrda (Porta do Sol), nalazi se na brežuljku iznad rijeke Tajo, od nje su danas ostali samo fragmenti zidina, a njen teren pretvoren je u park.
- Crkva sv. Milosti (Igreja da Graça), izgrađena je 1380. u portugalskom gotičkom stilu, pod uticajem samostana iz Batalhe. Nju krasi veličanstveni glavni portal s rozetom (jedinstvenom u svijetu, jer je isklesana iz jednog kamenog bloka). U njoj je pokopan prvi guverner Ceute Pedro de Meneses (umro 1437.) i njegova žena, u veličanstvenoj gotičkoj grobnici,[2] tu je pokopan i Pedro Alvares Cabral, moreplovac koji je otkrio Brazil, ali u daleko skromnijem grobu pored glavne kapele.
- Franjevački samostan (Convento de São Francisco) izgrađen u prvoj polovici 13. st., temeljno obnovljen u 14. st. s romaničko- gotičkom crkvom i gotičkim klaustrom.
- Samostan klarisa (Convento de Santa Clara) iz 13. st, taj ženski samostan je lijepi primjer portugalske gotike.
- Crkvu sv. Ivana Alporajskog (Igreja de São João de Alporão) izgradili su između 12. – 13. st. Hospitalci. Ona je sjajan primjer prijelazne arhitekture, s romaničkim portalom i gotičkim lukovima i glavnom kapelom, danas je u njoj smješten Arheološki muzej.
- Santaremsku katedralu (Sé-Catedral), izgradili su u 17. st. u manirističkom stilu isusovci za svoje potrebe, na terenu stare kraljevske rezidencije. Nakon njihova protjerivanja iz Portugala sredinom 18. st., služila je kao crkva za obližnje sjemenište, sve do 1970-ih kad je postala katedrala. Crkva ima raskošne oltare od manirizma do baroka, i iluzionističke freske po stropu.
- Crkva sv. Stjepana - ili Svetog čuda (Igreja do Santissimo Milagre) čuvena je među vjernicima zbog svoje relikvije iz 13. st.
- Toranj Cabaças (Torre das Cabaças), bio je dio gradskih zidina, danas se u njemu nalazi Muzej vremena, s eksponatima za prikaz i računanje vremena.

## Rast stanovništva općine Santarém
| stanovništvo Santaréma od 1801. do 2004. | stanovništvo Santaréma od 1801. do 2004. | stanovništvo Santaréma od 1801. do 2004. | stanovništvo Santaréma od 1801. do 2004. | stanovništvo Santaréma od 1801. do 2004. | stanovništvo Santaréma od 1801. do 2004. | stanovništvo Santaréma od 1801. do 2004. | stanovništvo Santaréma od 1801. do 2004. | stanovništvo Santaréma od 1801. do 2004. |
| ---------------------------------------- | ---------------------------------------- | ---------------------------------------- | ---------------------------------------- | ---------------------------------------- | ---------------------------------------- | ---------------------------------------- | ---------------------------------------- | ---------------------------------------- |
| 1801.                                    | 1849.                                    | 1900.                                    | 1930.                                    | 1960.                                    | 1981.                                    | 1991.                                    | 2001.                                    | 2004.                                    |
| 37304                                    | 15425                                    | 41994                                    | 54701                                    | 63777                                    | 62896                                    | 62621                                    | 63563                                    | 64124                                    |

## Gradovi prijatelji
Santarém je ima ugovore o prijateljstvu sa sljedećim gradovima;
- Španjolska, Badajoz
- Španjolska, Ceuta
- Portugal, Covilhã
- Brazil, São Vicente

## Vanjske poveznice
- Câmara Municipal de Santarém  Arhivirana inačica izvorne stranice od 22. studenoga 2011. (Wayback Machine) (port.)
- Fotografije Santaréma, na portalu Flickr